# Cascada de La Escalá
La Escalá es una cascada situada en el término municipal de Fermoselle, en la provincia de Zamora, Comunidad Autónoma de Castilla y León, España.
La cascada tiene caída directa sobre el río Tormes, originada por el arroyo de "La Escalá". 
El entorno es un espacio protegido, perteneciente al parque natural de Arribes del Duero, en el que se puede ver una notable presencia de fauna arribeña y numerosas construcciones tradicionales de piedra.